# Barabás Gyula
Barabás Gyula (Marosvásárhely, 1894. október 5. – Budapest, 1973. május 5.) író, újságíró.

## Élete
Barabás József és Jakab Róza fia. Gyermekkorát Marosvásárhelyen töltötte. 1914-től Budapesten dolgozott lőszergyári munkásként. Első elbeszéléseit, novelláit a Népszava közölte. 1920 és 1940 között a Népszava belső munkatársa volt. 1922. június 25-én a „Toloncházi torturák” címmel írást közölt a lapban, amelyben éles kritikával írt a budapesti toloncházban lévő állapotokról. A lap ezen számát már megjelenése előtt a királyi ügyészség indítványára a vizsgálóbíró elkoboztatta. Az ügyészség „a magyar nemzet megbecsülése ellen elkövetett vétség” miatt vádat emelt ellene. 1924-ben egyévi fogházra ítélték. Az 1930-as évektől megjelentek elbeszélései az Új idők című hetilapban. A Bolyaiakról szóló Domáldi jegenyék című regénye 1936-ban elnyerte a Révai Könyvkiadó Jókai-díját. Az 1940-es években több regényét fordították lengyelre. 1945 után a Szabad Szó című napilap rovatvezetője volt 1950-ig.
Házastársa Süveges Julianna volt, akit 1919. június 13-án Budapesten vett nőül. 1946-ban elvált tőle.

## Főbb művei
- Domáldi jegenyék (regény, Kolozsvár, 1924. 2. kiadás: Budapest, 1936)
- Álmodók, lázadók (regény, Budapest, 1929)
- Székely erdők alján (regény, Budapest, 1932)
- Szomorú Oránusz festője (regény, Budapest, 1936)
- Ég az erdő (Magyar írás – magyar lélek. Budapest, 1936)
- Elvesztett arcok (regény, Budapest, 1938)
- Köd a Maroson (regény, Budapest, 1940)
- Vihar Erdélyben (regény, Budapest, 1940)
- A néptribun (regényes életrajz Bokányi Dezsőről, Kelen Jolánnál, Budapest, 1964)